# Stylochaeta longispinosa
Stylochaeta longispinosa is een buikharige uit de familie Dasydytidae. Het dier komt uit het geslacht Stylochaeta. Stylochaeta longispinosa werd in 1917 voor het eerst wetenschappelijk beschreven door Greuter. 